# Челюскінці (фільм)
«Челюскінці» (рос. «Челюскинцы») — радянський художній фільм Михайла Єршова про загибель судна «Челюскін», знятий у 1984 році. В основу сюжетної лінії покладена доля екіпажу та учасників експедиції, що висадилися на дрейфуючу крижину і протрималися на ній два місяці після того, як затонув пароплав «Челюскін».

## Сюжет
Челюскінці — учасники льодового плавання на судні «Челюскін» в Арктиці. 10 серпня 1933 року через Мурманськ вийшов криголамний пароплав «Челюскін». Мета походу — освоєння траси Північного морського шляху і наукові спостереження в Північному Льодовитому океані. Начальником експедиції був О. Ю. Шмідт (Олександр Лазарев), капітан В. І. Воронін (Петро Вельямінов), радист Е. Т. Кренкель. 
У лютому 1934 року «Челюскін» був роздавлений льодами і затонув в Чукотському морі. Екіпаж судна і учасники наукової експедиції (всього 104 особи) висадилися на дрейфуючій крижині, на якій протрималися два місяці. Під час життя на крижині челюскінці, крім роботи, в гарну погоду влаштовували вилазки на лижах, розчищали майданчик для рятувальних літаків від гострих крижин. Читали, влаштовували творчі вечори, розіграші, створили хор. Більше місяця полярні льотчики вивозили людей на материк. 
13 квітня 1934 року остання група, в тому числі капітан Воронін, покинула льодовий табір.

## У ролях
- Олександр Лазарев — О. Ю. Шмідт, начальник експедиції
- Петро Вельямінов — Воронін, капітан пароплава «Челюскін»
- Ігор Комаров —  Бобров
- Валерій Кравченко —  Кренкель, радист
- Євген Леонов-Гладишев —  Могилевич, завгосп експедиції
- Семен Морозов —  Скворцов
- Юрій Лазарев —   Ушаков, географ
- Георгій Тейх —  Крилов, академік
- Олександр Алексєєв —   Леваневський, льотчик
- Геннадій Черняєв —   Ляпідевский, льотчик
- Валерій Комісаров —   Молоков, льотчик
- Володимир Осипчук —   Каманін, льотчик
- Леонід Жеребцов —   Доронін, льотчик
- Петро Дроцький —   Водоп'янов, льотчик
- Євген Гвоздьов —   С. М. Кіров
- Олег Бєлонучкин —   В. В. Куйбишев
- Віктор Павлов —  Нікітін, лікар
- Анастасія Петропавловська —  Оля Васильєва
- Олена Антонова —  Наташа
- Сергій Данилін —  Сіма Іванов, радист
- Альберт Пєчніков —  Решетніков, художник
- Валерій Козинець —  Загорський, боцман
- Олег Корчиков —  Колесніченко
- Приходько Володимир —  Березін, будівельник
- Юрій Соловйов —  Василь Васильєв, геодезист
- Олена Павловська —  Васильєва
- Рудольф Челіщев —  Буйко
- Микола Федорцов —   Бабушкін, льотчик
- Герман Орлов —  Шпаковський, аеролог
- Василь Корзун —  Марков, 2-й помічник капітана
- Микола Карпиленко —  Вася Синцов
- Станіслав Фесюн —  Факідов
- Олександр Ліпов —  Комов
- Тетяна Іванова —  Комова
- Людмила Молокова —  Лобза
- Віталій Щенніков —  Канцин
- Олексій Кожевников —  Звєрєв
- Олександр Пашкевич —  Шафран, кінооператор
- Віталій Матвєєв —  Кудрявцев

## Знімальна група
- Автор сценарію —  Оскар Курганов
- Режисер-постановник —  Михайло Єршов
- Оператор-постановник —  Микола Жилін
- Художник-постановник —  Михайло Іванов
- Композитор —  Олег Хромушин
- Директор — Микола Нейолов